# Kalmiščina
Kalmiščina (kalmiško Хальмг IPA: [xaɮʲmg œːrtin kɛɮn] ali Хальмг келн, Haľmg keln, IPA: [xaɮʲmg kɛɮn] je jezik iz skupine vzhodnomongolskih jezikov. Po ruskem popisu prebivalstva iz leta 2010 ga v Republiki Kalmikiji na  vzhodu Rusije govori 80.500 ljudi od skupno 183.000 Kalmikov.
Kalmiščina ima več narečij: torgutsko, koknursko, jahačinsko, bajitsko, mingatsko, olotsko, hošutsko in dorbotsko na Kitajskem, jahačinsko, bajitsko, mingatsko, olotsko, hošutsko, urjanhajsko in hontonsko v Mongoliji ter buzavsko, torgutsko, dorbotsko in sart-kalmiško v Rusiji.
UNESCO je kalmiščino razglasil za resno ogrožen jezik.

## Zgodovina
Kalmiščino kot prvi jezik govori samo še manjši del Kalmikov. Upadanje števila govorcev se je začelo decembra 1943, ko so ruske sovjetske oblasti zaradi sodelovanja manjšega števila Kalmikov z nemškim okupatorjem Kalmike kazensko preselile na vzhod države. Na opuščanje jezika je vplivalo več dejavnikov: smrt velikega števila govorcev zaradi bolezni in podhranjenosti med selitvijo in po naselitvi v Srednji Aziji, južni Sibiriji in ruskem Daljnem vzhodu, velika razpršenost izgnane kalmiške populacije, trajanje izgona, ki se je končal leta 1957, stigmatizacija zaradi obtožb za izdajo ter  asimilacija v večjo in bolj dominantno kulturo.
Sovjetska oblast je leta 1957 ponovno ustanovila Kalmiško avtonomno oblast in kasneje Avtonomno republiko Kalmikijo ter Kalmikom po štirinajstih  letih izgona dovolila vrnitev v domovino. Uradni jezik v republiki je bil ruski. Poučevanje kalmiškega jezika je bilo zelo okrnjeno. Knjige, revije in časopisi so se tiskali v cirilici. V drugi polovici 70. let 20. stoletja je prvi jezik v javnem življenju in šolstvu v Kalmikiji postala ruščina.
Med Perestrojko so kalmiški jezikoslovci v sodelovanju s kalmiško vlado poskušali oživiti kalmiški jezik in kalmiško kulturo. Jezik je postal uradni jezik republike, s čimer se je javni upravi in šolstvu izenačil z ruskim jezikom. 

## Geografska porazdelitev
Večina govorcev kalmiškega jezika živi v republiki Kalmikiji, v kateri je uradni jezik. Manjša skupina govorcev živi v Franciji in Združenih državah Amerike. Celotno število govorcev na vseh treh lokacijah ni znano. Raba jezika povsod upada, zato spada med ogrožene jezike.

## Pisava
Prvi zapisi v kalmiškem/orjatskem jeziku segajo v 11. stoletje. Pisani so bili v ujgurski pisavi. Prvo kalmiško abecedo, tako imenovano čisto pisavo (orjatsko todo bicig) je sestavil kalmiški budistični menih Zaja Pandit. Leta 1924 je čisto pisavo zamenjala cirilica. Cirilico je leta 1930 zamenjala latinica, slednjo pa leta 1938 prilagojena cirilica, ki je dokončno spodrinila tradicionalno kalmiško pisavo.
Za kalmiščino se uporablja naslednja prilagojena cirilica:
| Cirilica | IPA      | Transliteracija |  | Cirilica | IPA       | Transliteracija |
| -------- | -------- | --------------- |  | -------- | --------- | --------------- |
| А а      | a        | A a             |  | О о      | ɔ         | O o             |
| Ә ә      | æ        | Ă ă             |  | Ө ө      | o         | Ô ô             |
| Б б      | p, pʲ    | B b             |  | П п      | (pʰ, pʲʰ) | P p             |
| В в      | w, wʲ    | V v             |  | Рр       | r, rʲ     | R r             |
| Г г      | ɡ, ɡʲ, ɢ | G g             |  | С с      | s         | S s             |
| Һ һ      | h        | H h             |  | Т т      | tʰ, tʲʰ   | T t             |
| Д д      | t, tʲ    | D d             |  | У у      | ʊ         | U u             |
| Е е      | je       | E e             |  | Ү ү      | u         | Û û             |
| Ё ё      | jɔ       | J j             |  | Ф ф      | (f)       | F f             |
| Ж ж      | tʃ       | Ž ž             |  | Х х      | x, xʲ     | H h             |
| Җ җ      | dʒ       | Dž dž           |  | Ц ц      | tsʰ       | C c             |
| З з      | ts       | Z z             |  | Ч ч      | tʃʰ       | Č č             |
| И и      | i        | I i             |  | Ш ш      | ʃ         | Š š             |
| Й й      | j        | J j             |  | Щ щ      | (stʃ)     | Šč šč           |
| К к      | (k, kʲ)  | K k             |  | Ы ы      | i         | Î î             |
| Л л      | ɮ, ɮʲ    | L l             |  | Ь ь      | ʲ         | -               |
| М м      | m, mʲ    | M m             |  | Э э      | e         | E e             |
| Н н      | n, nʲ    | N n             |  | Ю ю      | jʊ        | JU ju           |
| Ң ң      | ŋ        | Nj nj           |  | Я я      | ja        | Ja ja           |